# Антипа (Схулухия)
Епископ Антипа (груз. ანტიპო; в миру Джамбул Худионович Схулухия, груз. ჯამბული ხუდიონის ძე სხულუხია, в крещении Акакий; род. 10 августа 1959, Зугдиди, Грузинская ССР) — инок Русской православной старообрядческой церкви в Румынии; ранее — епископ, управляющий Зугдидской и всей Колхидской низменности епархией на территории Грузии (2005—2012).

## Биография
Родился 10 августа 1959 года в Зугдиди, в Грузинской ССР. Окончил русскую среднюю школу № 4 в Зугдиди, а позднее — Всесоюзный сельскохозяйственный институт заочного образования в Балашихе, Московской области.
В 1979 году женился, в браке родилось двое детей.
В 1997 году принял крещение с имененм Акакий в Русской православной старообрядческой церкви, оказывал помощь в реставрации нескольких храмов.
10 августа 2000 года, получив благословение митрополита Белокриницкого Леонтия (Изотова), возвратился в Грузию, в родное Зугдиди, где начал проповедь старообрядчества.
Состоя в юрисдикции Русской православной старообрядческой церкви, был признан митрополитом Московским Алимпием (Гусевым) недостойным принять священный сан, в связи с чем перешёл в юрисдикцию Русской православной старообрядческой церкви в Румынии.
В 2001 году митрополитом Леонтием был поставлен во чтеца, диакона и впоследствии во священника. В 2002 году священноиерей Акакий зарегистрировал общину в городе Зугдиди.
В 2002 году собор Московской старообрядческой митрополии принял решение о необщении с Джамбулом Схулухия.
9 ноября 2005 года епископ Сучавский и всея Молдовы Нафанаил (Иким) в Мануиловском мужском монастыре в Молдавии постриг иерея Акакия в монашество с наречением имени Антипа.
12 ноября 2005 года на хуторе близ Браилы в белокриницком храме Рождества Пресвятой Богородицы архиепископ Канадский, Американский и Австралийский Софроний (Липали) возвел священноинока Антипу в сан архимандрита.
13 ноября 2005 года, в воскресение, в день памяти святых апостол от 70-ти Стахия, Урвана, Амплия, Наркисса, Апеллия и Аристовула, в Браиле, на хуторе в храме Рождества Пресвятой Богородицы, состоялась епископская хиротония священноинока Антипы во епископа Зугдидского и Колхидского. Епископскую хиротонию совершили митрополит Белокриницкий Леонтий (Изот), архиепископ Канадский, Американский и Австралийский Софроний (Липали), епископ Сучавский и всея Молдавии Нафанаил (Иким), епископ Аугсбургский Амвросий (Герцог).
24 октября 2012 года на Освященном Соборе в Браиле епископ Антипа заявил, что намерен выступить с докладом, обличающим митрополита Леонтия. После того, как Антипе было отказано в праве выступления по этой теме, он объявил Собору, что уходит от подчинения Митрополита Леонтия, потому как у них «совершенно разные взгляды по ключевым Церковно-каноничным вопросам и вопросам касающихся личного достоинства».
В связи с письменным заявлением епископа Зугдидского Антипы (Схулухия) за № 103 от 19 октября 2012 года, решением Освященного Собора от 24 октября управляющий епархией отстранён от священнослужения, а деятельность епархии приостановлена. 6 ноября Архиерейский Собор своим постановлением (журнал № 2) подтвердил решение Освященного Собора и упразднил Зугдидскую (Иверскую) епархию.
Епископ Акакий этого решения не признал. 11 ноября 2012 года «епархиальный съезд» решил, что Иверийская епархия решения о запрете в служении епископа Антипы также не признает. Церковь насчитывает приход в Зугдиди (с храмом) и общину в Тбилиси, кроме епископа Антипы в клир церкви входит также его сын, чтец Давид Схулухия.
22 октября 2013 года решением Освященного Собора Белокриницкой митрополии, состоявшемся в Брэиле, на основании 13 и 14 Правил Двукратного Собора, извержен из священного сана.
13 ноября 2015 года принял решение об уходе в затвор и проживании в одном из монастырей России до времени улучшения отношений между Грузией и Россией, но позднее вернулся к обычной жизни.

## Семья
- Отец — Худион Евгеньевич Схулухия (1932 — †2.2.2000)
- Мать — Глафира Схулухия (Габедава) (1932 — †2.12.1999)
- Жена — Наталия Сергеевна Ершова (род. 1960), в браке с 26 января 1979 года.
  - Дочь — Нана (Анна) (род. 13.11.1979). Дети: Александр, Нино, Елена.
  - Сын — Давид Схулухия (род. 18.7.1981). Дети: Наум и Николай.